# 메시아 성경 번역
메시아 성경 번역(Messianic Bible translations)은 기독교 성경을 영어로 번역한 것이다. 그 중 일부는 메시아 유대교와 히브리 뿌리 공동체에서 널리 사용된다.
유대인 영어 성경 번역과 동일하지 않다. 종종 기독교 성경의 표준적이고 직접적인 영어 번역이 아니지만 메시아 유대교 청중을 위한 요소를 특별히 통합한 번역이다.
이러한 요소에는 모든 책에 히브리어 이름을 사용하는 것, 구약성경의 히브리어 성경(타나크) 순서, 두 성서의 히브리어 이름(타나크 및 브릿 차다샤)이 포함되지만 이에 국한되지는 않는다. 이 접근 방식에는 신약성서를 그리스어에서 영어로 직접 번역하기보다는 이름 철자(인명, 개념 및 장소 이름)를 음역한 히브리어로 선호하는 방식도 포함된다. 할렐루야 성경과 같은 일부 신성한 이름 성경은 이러한 요소를 따르므로 메시아 성경으로도 간주될 수 있다.

## 영어

Complete Jewish Bible

- Complete Jewish Bible (CJB)
- Tree of Life Version of the Holy Scriptures (TLV)
- Messianic Jewish Literal Translation of the New Covenant Scriptures (MJLT NCS)
- 새 예루살렘 성경(New Jerusalem Version, NJV)

### 기타
- World Messianic Bible. "The World Messianic Bible (WMB) is a Modern English update of the American Standard Version. It has also been known as the Hebrew Names Version (HNV) and the World English Bible: Messianic Edition (WEB:ME)."[1]
- New Messianic Version Bible. "The New Messianic Version Bible (NMVB) or (NMV) is a Modern English update of the King James Version, with corrections made in select passages to clarify the Hebrew or Greek. In addition to transliterating proper names, it translates them in-line with the text. The result is a reading similar to the Amplified Bible.[2][3]
- Orthodox Jewish Bible. "The Orthodox Jewish Bible (OJB), completed by Phillip Goble in 2002, is an English language version that applies Yiddish and Hasidic cultural expressions to the Messianic Bible.
- The Living Scriptures. "The Living Scriptures" is the Messianic edition of The Living Bible.